# Сдаётся квартира с ребёнком
«Сдаётся квартира с ребёнком» — советский цветной художественный фильм 1978 года, комедия, снятая на киностудии «Мосфильм».

## Сюжет
Родители тринадцатилетнего Андрея уехали в полугодовую заграничную командировку и сдали квартиру (бесплатно) музработнице детсада Нине Кораблёвой, чтобы она присматривала за парнем. Поначалу Андрей пытался всеми способами избавиться от девушки, но со временем они подружились. Однажды Андрей грубо вмешался в её личную жизнь — и пожалел о случившемся…

## В главных ролях
| Актёр           | Роль                          |
| --------------- | ----------------------------- |
| Елена Фетисенко | Нина, студентка консерватории |
| Саша Копов      | Андрей                        |
| Миша Кожекин    | Птица                         |
| Люда Дьяконова  | Наташа                        |

## В ролях
| Актёр               | Роль                   |
| ------------------- | ---------------------- |
| Павел Винник        | Степанов, папа Андрея  |
| Алла Мещерякова     | Степанова, мама Андрея |
| Виталий Соломин     | Рыбаков Виктор         |
| Николай Парфёнов    | холостяк               |
| Александра Данилова | соседка                |

## В эпизодах
- Андрей Андрианов
- Дима Бондарчук
- Елена Безносикова — одноклассница
- Саша Разборов
- Андрей Севастьянов
- Лёня Чаленко
- Валентин Брылеев
- Эммануил Геллер — киоскёр
- Зоя Исаева — учительница
- Ирина Мурзаева — старушка с папиросой, квартиросъёмщица
- Юрий Мартынов — Кузовлёв, участковый
- Виктор Маркин — учитель
- Элла Некрасова — Евгения Ильинична, учительница химии
- Виктор Уральский
- Александр Январёв — физрук

Мальчиков-актёров для фильма подбирали из учеников физико-математической школы № 2, находившейся недалеко от Мосфильма.

## Съёмочная группа
- Сценарий Эдуарда Акопова
- Режиссёр-постановщик — Виктор Крючков
- Оператор-постановщик — Александр Рябов
- Художники-постановщики: Борис Немечек, Элеонора Немечек
- Художник по костюму — Валентин Перелётов
- Композитор — Анатолий Быканов
- Текст песен Виталия Татаринова

## Песни в фильме
- «Отчего нам не везёт?» — поёт Клара Румянова.
- «Где-то на земле живут обиды».

## Технические данные
- Фильм снят на плёнке Казанского химзавода «Тасма».

## Отзывы
Глубокой ночью под покровом спасительной темноты, крадучись в беспрестанно оглядываясь по сторонам, не подстерегает ли где роковая опасность, два таинственных силуэта — мужчина и женщина — быстро, уже вполне усвоенными движениями расклеили по всей улице объявления. Одно из них довольно вызывающе красуется как раз под плакатом, строго и безапелляционно гласящим: «Категорически запрещена самовольная расклейка объявлений, извещений и т. д.» Но не этот запрещающий документ привлекает наше внимание, а текст скромного объявления, незаконно примостившегося рядом: «Сдаётся квартира с ребёнком». Признайтесь, объявление более чем неожиданное.

Впрочем, чего только не бывает в комедиях, ибо фильм, несмотря на такую несколько детективно-таинственную начальную интонацию, — комедия. Хотя, если хорошенько вдуматься в ситуацию, когда родителям необходимо отправиться в долгую командировку, а своё нежно любимое чадо оставить не с кем, то в самой этой ситуации особенно смешного ничего нет, и придумать несчастным родителям нечего. Но это нам с вами. А вот кинородителям Степановым удивительно повезло, ибо сценарист Эдуард Акопов проявил всю свою выдумку, изобретательность и фантазию, чтобы помочь им выбраться из затруднительного положения. Поскольку нет жаждущих приглядеть за ребёнком, решил он, то может быть найдутся такие, кому нужна квартира? Прекрасная уютная квартира, представьте себе, с раздельным санузлом, а главное, бесплатно! И уж в придачу к ней ребёнок… Вот так и появилось на свет это странное объявление, а вслед за ним с нарастающей, как и положено в комедиях, стремительностью покатился сюжет с недоразумениями, треволнениями, шутками, прелестным центральным комедийным дуэтом юного Саши Копова и молодой актрисы Елены Фетисенко. Расстановка сил такова. С одной стороны — Андрей, тот самый ребёнок, с которым «сдаётся квартира». И, как всякий подросток, взирающий на мир с высоты своих «уже» четырнадцати лет, он считает себя достаточно взрослым человеком для самостоятельной жизни и не нуждается, соответственно, ни в какой опеке. "Сколько лет Гайдару было, когда он полком командовал?" — пытается он использовать этот безотказный педагогический аргумент. Но поскольку никакие доводы юного демагога на родителей не действовали, Андрей решил просто выжить свою опекуншу из дома, тщательно и остроумно разработав целый тактико-стратегический план. Теперь о противнике. Это та, кому «сдаётся квартира» с этим воинственным и небезопасным ребёнком. Нина Кораблёва — беленькая, нескладная и смешная девица в очках, сквозь которые взирают на мир растерянные и добрые глаза. Она работает воспитательницей в детском саду. Именно это обстоятельство особенно привлекло родителей Степановых, посчитавших, что во всеоружии своего педагогического опыта Нине будет легче справиться с Андреем. И вот эта наивная и незадачливая, но терпеливая, искренняя и добрая девушка в силу приведённых выше обстоятельств вынуждена быть строгим ментором и наставником. Каждая из «противостоящих» сторон последовательно и упорно проводит свою линию. Андрей упрямо и самозабвенно (с помощью школьного друга Птицы) играет роль «вождя краснокожих, вышедшего на тропу войны», а опекунша его — с поразительной настойчивостью… ничего не делает, чтобы этому помешать! От неординарности поведения противника Андрей сначала растерян, а потом начинает понимать нечто для себя важное: сильный должен защищать слабого, особенно если этот слабый — женщина. В мальчике просыпается рыцарство и благородство. Он взрослеет, становится мужчиной — ведь рядом наивное, беззащитное существо, которое так нуждается в его мужской опеке. Правда, много в Андрее осталось от вчерашнего мальчика — категоричность, резкость суждений и одновременно инфантилизм, незрелость в поступках. Но это всё «болезни роста». Важно другое. Важно, что оказавшись в роли взрослого — главы дома, с обязательствами, ответственностью, необходимостью отмеривать свою силу и влияние, чтобы ненароком не причинить боль слабому, мальчик открыл для себя сложность и красоту мира, в котором он живёт, доброту и любовь, на которых и зиждется этот мир, открыл в нём самого себя.
— Наталья Атаманова, «Спутник кинозрителя», май 1979 г.